# شق ناصف أمامي للنخاع المستطيل
الشق الناصف الأمامي (بالإنجليزية: anterior median fissure)‏ ويدعى أيضاً بـ الشق البطني أو الشق البطني الأنسي يحتوي على طيّة من الأم الحنون، و يمتدُّ على طولِ النخاع المستطيل، و ينتهيْ عندَ الحدِّ السفليِّ من الجسر في توسعٍ صغيرٍ مثلثي الشكلِ يسمى الثقبة العوراء.
وتَقطعُ الجزءَ السفليَّ منهُ حُزَمٌ من الأليافِ التي تعبرُ بشكل مائلٍ من جانب إلى الآخر، وتشكل التصالب الهرمي.
بعض الألياف التي تسمى بـ الألياف المقوسة الأمامية الخارجية تنبثق من الشق إلى الأعلى من هذا التصالب و تنحني نحو الوحشي وإلى أعلى على سطح النخاع المستطيل لتنضم إلى السويقة السفلية.

## صور إضافية

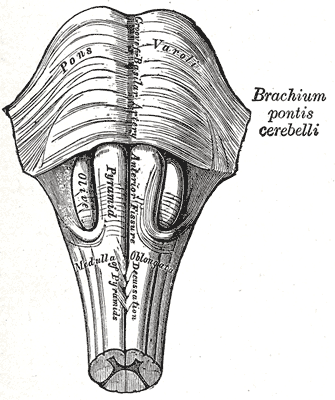
منظر أمامي يظهر فيه النخاع المستطيل و الجسر.
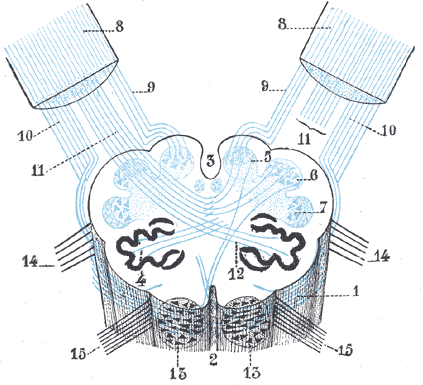
رسم بياني يظهر مسار الألياف المقوسة.
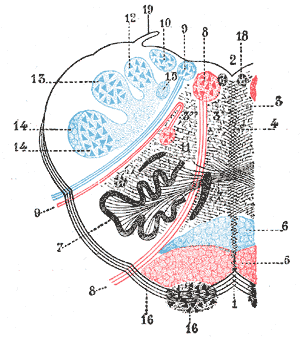
التشكيل الشبكي للنخاع المستطيل, يظهر عبر مقطع عرضي يمر عبر منتصف الزيتونة .